# Liste des votations populaire cantonales en Valais
Cette liste présente les objets cantonaux soumis à une votation populaire dans le canton du Valais.

## Votations

### 2024
| Date   | Titre de l'objet                                                                       | Part de pour | Résultat |
| ------ | -------------------------------------------------------------------------------------- | ------------ | -------- |
| 3 mars | Constitution du canton du Valais du 25 avril 2023 (Projet de Constitution)             | 27,17 %      | Rejeté   |
| 3 mars | Constitution du canton du Valais du 25 avril 2023 (Variante du projet de Constitution) | 35,79 %      | Rejeté   |
| 3 mars | Loi concernant l'ouverture des magasins (LOM)                                          | 31,05 %      | Rejeté   |

### 2023
| Date         | Titre de l'objet                                                                                     | Part de pour | Résultat |
| ------------ | --- | ------------ | -------- |
| 10 septembre | Décret concernant la procédure d'autorisation de construire de grandes installations photovoltaïques | 46.06%       | Rejeté   |

### 2022
| Date        | Titre de l'objet                                                                                                | Part de pour | Résultat |
| ----------- | --- | ------------ | -------- |
| 27 novembre | Modification de la loi d'application cantonale de la loi fédérale sur les allocations familiales                | 61.94%       | Accepté  |
| 27 novembre | Loi sur les soins palliatifs et l'encadrement de la pratique de l'assistance au suicide en institution (LSPASI) | 76.55%       | Accepté  |

### 2021
| Date        | Titre de l'objet                                                       | Part de pour | Résultat |
| ----------- | ---------------------------------------------------------------------- | ------------ | -------- |
| 28 novembre | Initiative populaire "Pour un canton du Valais sans grands prédateurs" | 62,67 %      | Accepté  |

### 2019
| Date   | Titre de l'objet                                                     | Part de pour | Résultat |
| ------ | -------------------------------------------------------------------- | ------------ | -------- |
| 19 mai | Révision partielle de la Constitution cantonale (art. 44, 52 et 85a) | 81,35 %      | Accepté  |

### 2018
| Date    | Titre de l'objet                                                                                                 | Part de pour | Résultat |
| ------- | --- | ------------ | -------- |
| 4 mars  | Initiative populaire "Pour une révision totale de la Constitution du canton du Valais du 8 mars 1907"            | 72.81%       | Accepté  |
| 10 juin | Décision du 9 mars 2018 concernant le soutien financier à l'organisation des Jeux Olympiques d'hiver "Sion 2026" | 46.02%       | Rejeté   |

### 2017
| Date   | Titre de l'objet                                                                                    | Part de pour | Résultat |
| ------ | --------------------------------------------------------------------------------------------------- | ------------ | -------- |
| 21 mai | Modification du 9.9.2016 de la loi d'application de la loi fédérale sur l'aménagement du territoire | 72,79 %      | Accepté  |

### 2016
| Date         | Titre de l'objet | Part de pour | Résultat |
| ------------ | --- | ------------ | -------- |
| 25 septembre | Révision de l'article 39 alinéa 2 de la Constitution cantonale du 10 mars 2016 portant sur l'élection des membres du bureau du ministère public | 71,17 %      | Accepté  |
| 25 septembre | Révision de la Constitution cantonale du 10 mars 2016 (art. 65bis nouveau) instituant un Conseil de la magistrature                             | 67,84 %      | Accepté  |

### 2015
| Date        | Titre de l'objet | Part de pour | Résultat |
| ----------- | --- | ------------ | -------- |
| 14 juin     | Révision de la Constitution cantonale du 12 mars 2015 a) composition et mode d'élection du Grand Conseil                                       | 45.02%       | Rejeté   |
| 14 juin     | Révision de la Constitution cantonale du 12 mars 2015 b) organisation des autorités cantonales                                                 | 47.31%       | Rejeté   |
| 14 juin     | Décret créant un fonds pour le financement du projet de la 3ème correction du Rhône du 11 septembre 2014                                       | 56.95%       | Accepté  |
| 29 novembre | Initiative populaire - Chaque Voix Compte | 31.52%       | Rejeté   |
| 29 novembre | Décret du 16 décembre 2014 concernant l’application des dispositions sur le frein aux dépenses et à l’endettement dans le cadre du budget 2015 | 54.46%       | Accepté  |

### 2014
| Date        | Titre de l'objet                                                                               | Part de pour | Résultat |
| ----------- | ---------------------------------------------------------------------------------------------- | ------------ | -------- |
| 18 mai      | Loi cantonale sur les soins de longue durée du 14 septembre 2011                               | 62,28 %      | Accepté  |
| 18 mai      | Initiative populaire cantonale "pour un salaire minimum légal"                                 | 19,34 %      | Rejeté   |
| 30 novembre | Décret concernant la première phase de l'examen des tâches et des structures de l'Etat (ETS 1) | 58,51 %      | Accepté  |

### 2011
| Date       | Titre de l'objet                                                                | Part de pour | Résultat |
| ---------- | ------------------------------------------------------------------------------- | ------------ | -------- |
| 23 octobre | Loi cantonale sur les établissements et institutions sanitaires du 17 mars 2011 | 45,48 %      | Rejeté   |

### 2009
| Date        | Titre de l'objet                                  | Part de pour | Résultat |
| ----------- | ------------------------------------------------- | ------------ | -------- |
| 29 novembre | Loi cantonale sur le tourisme du 13 novembre 2008 | 24,78 %      | Rejeté   |

### 2008
| Date        | Titre de l'objet                              | Part de pour | Résultat |
| ----------- | --------------------------------------------- | ------------ | -------- |
| 30 novembre | Loi cantonale du 14 février 2008 sur la santé | 75,74 %      | Accepté  |

### 2007
| Date       | Titre de l'objet | Part de pour | Résultat |
| ---------- | --- | ------------ | -------- |
| 11 mars    | Révision partielle de la Constitution cantonale relative à l'octroi du droit de cité au plan communal en matière de naturalisation (révision des articles 28 et 29 de la Constitution cantonale) | 67,75 %      | Accepté  |
| 21 octobre | Modification de l'article 87 de la Constitution cantonale concernant les élections communales | 77,19 %      | Accepté  |

### 2005
| Date         | Titre de l'objet | Part de pour | Résultat |
| ------------ | --- | ------------ | -------- |
| 25 septembre | Initiative populaire demandant l’élection du Conseil d’Etat au système proportionnel (révision de l’article 52 de la Constitution cantonale) | 45,62 %      | Rejeté   |

### 2004
| Date         | Titre de l'objet | Part de pour | Résultat |
| ------------ | --- | ------------ | -------- |
| 26 septembre | Révision partielle de la Constitution cantonale relative au régime communal (modification des articles 75, 78 et 79 cst. cant.) | 58,22 %      | Accepté  |